# Trichophysetis minutalis
Trichophysetis minutalis is een vlinder van de familie van de grasmotten (Crambidae), uit de onderfamilie van de Glaphyriinae. De wetenschappelijke naam van deze soort is voor het eerst voorgesteld als Hendecasis minutalis door George Francis Hampson in een publicatie uit 1906.
De soort komt voor in Sri Lanka, Zuid-Korea en Japan.